# 진명여자고등학교
진명여자고등학교(進明女子高等學校)는 대한민국 서울특별시 양천구 목동에 있는 사립 고등학교이다.

## 학교 연혁
- 1905년 3월 : 설립자 엄준원 선생이 사저인 달서위궁에 사숙 설치
- 1906년 4월 : 엄준원 선생이 엄순헌귀비에게 진언하여 학교 대지를 하사받음
- 1906년 4월 : 엄준원 선생이 진명학교를 설립하고 제1대 교장에 취임
- 1907년 5월 : 엄순헌귀비에게 약 200만 평의 전장을 하사받아 학교 재산을 만듦
- 1908년 6월 : 제62호 사립학교령에 의하여 새로 교칙을 재정하고 학부의 인가를 받음
- 1912년 4월 : 재단법인 진명여학교 인가를 받아 초대 이사장으로 엄준원 선생 취임, 진명여자고등보통학교와 진명여자보통학교를 유지 경영
- 1928년 4월 : 진명여자보통학교와 경성여학원을 폐지하고 진명여자고등보통학교만을 경영
- 1947년 9월 : 교명을 진명여자중학교로 고치고 신교육 제도에 의하여 수업연한을 6년으로 연장
- 1950년 6월 : 신교육법에 의하여 진명여자중학교를 진명여자고등학교와 진명여자중학교로 개편, 수업연한을 각각 3년으로 변경
- 1951년 5월 : 6.25 한국 전쟁으로 부산시 보수동 피난 학교에서 임시 수업 개시
- 1953년 9월 : 서울 본교에서 수복식 거행
- 1987년 2월 : 진명여자중고등학교에서 진명여자고등학교로 전환
- 1989년 8월 : 종로구 창성동에서 양천구 목동 신축교사로 이전
- 2017년 1월 : 이사장에 이숙경 선생 취임
- 2020년 3월 : 제18대 교장에 송연식 선생 취임

## 참고 문헌
- 진명여자고등학교 - 한국교육학술정보원 학교알리미

## 같이 보기
- 진명여자고등학교 여자 정구단